# Stryków (gmina)
Stryków est une gmina mixte du powiat de Zgierz, Łódź, dans le centre de la Pologne. Son siège est la ville de Stryków, qui se situe environ 15 km au nord-est de Zgierz et 17 km au nord-est de la capitale régionale Łódź.
La gmina couvre une superficie de 157,84 km2 pour une population de 12 120 habitants.

## Géographie
Outre la ville de Stryków, la gmina inclut les villages d'Anielin, Anielin Swędowski, Bartolin, Bratoszewice, Bronin, Cesarka, Ciołek, Dobieszków, Dobra, Dobra-Nowiny, Gozdów, Kalinów, Kiełmina, Klęk, Koźle, Krucice, Lipa, Lipka, Ługi, Michałówek, Niesułków, Niesułków-Kolonia, Nowostawy Górne, Orzechówek, Osse, Pludwiny, Rokitnica, Sadówka, Sierżnia, Smolice, Sosnowiec, Sosnowiec-Pieńki, Stary Imielnik, Swędów, Tymianka, Warszewice, Wola Błędowa, Wrzask, Wyskoki, Zagłoba et Zelgoszcz.
La gmina borde les villes de Głowno et Łódź, et les gminy de Brzeziny, Dmosin, Głowno, Nowosolna et Zgierz.